# Chú báo hồng (phim truyền hình)
Chú báo hồng là loạt phim hoạt hình 1993 được sản xuất bởi Metro-Goldwyn-Mayer Animation, Mirisch-Geoffrey DePatie-Freleng và United Artists và do Claster Television phát hành.